# Драгомир Мршић
Драгомир Мршић Гаго (Приједор, 2. октобар 1969) је шведски глумац и спортски консултант српског порекла.

## Биографија и каријера
Рођен је 1969. године у Расавцима у Приједору, од мајке Радојке и оца Момира. Драгомир се са мајком, оцем, братом и сестром преселио Шведску, након што је његов отац добио посао крајем шездесетих година тамо добио посао, а одрастао је у Штокхолму. Његов отац радио је као кувар у Гранд хотелу у граду, а мајка као чистачица у локалној школи. Његова сестра Ранка и брат Радомир умрли су од последица конзумације опојних дрога.
Мршић је од младости тренирао теквондо и има црни појас. Са осамнаест година, 1987. године постао је нордијски шампион у теквонду. Године 1990. заједно са пријатељем био је учесник пљачке банке, ухапшен и осуђен на три године и шест месеци затвора. У затвору је изучавао будизам, а након ослобођења приступио је спортском колеџу. Убрзо након тога постао је спортски консултант и био тренер у Олимпијском комитету Шведске од 2000—2004. године.
Мршић је имао неколико мањих улога у филмовима, а након улоге у шведској ТВ серији Wallander 2009. године, добио је главну улогу Мрада Слововића у филму Лака лова. Године 2014. добио је улогу Кунца у филму На рубу времена, Тома Круза. У јануару 2015. године позајмио је глас лику Драгану, пљачкашу банке, за игрицу Payday 2.
Мршић је власник теретане Extreme Training где је спортски консултант Мартини Навратилови, Руни Мари и многим другим познатим личностима.
Ожењен је и има двоје деце.

## Филмографија
| Година | Филм                      | Улога          |
| ------ | ------------------------- | -------------- |
| 2006   | Exit                      | Extra          |
| 2007   | Gangster                  | Драган         |
| 2007   | Leo                       | Гаго           |
| 2009   | Wallander – Kuriren       | Јован          |
| 2010   | Лака лова                 | Мрадо Слововић |
| 2012   | Лака лова 2               | Мрадо Слововић |
| 2014   | На рубу времена           | Кунц           |
| 2014   | Torpederna                |                |
| 2017   | Innan vi dör              |                |
| 2017   | Torpederna                |                |
| 2017   | Syrror                    |                |
| 2017   | Alex                      |                |
| 2018   | Bonusfamiljen             | Бранко         |
| 2018   | Jimmy Jones               | Драган         |
| 2018   | Legend of Dark Rider      | Генерал Зод    |
| 2018   | Bullets (ТВ серија)       | Јуриј Бородин  |
| 2018   | Kluven Dröm               | Гојко          |
| 2018   | ? (Question-mark)         | Томас Гравфорс |
| 2018   | Never Outshine the Master | Џој Б.         |

### Видео игре
| Година | Назив     | Улога  | Напомена      |
| ------ | --------- | ------ | ------------- |
| 2014   | Payday 2  | Драган | пљачкаш банке |
| 2018   | A Way Out | Брут   | затвореник    |